# Rickmers Reederei

Flagge der Rickmers Reederei

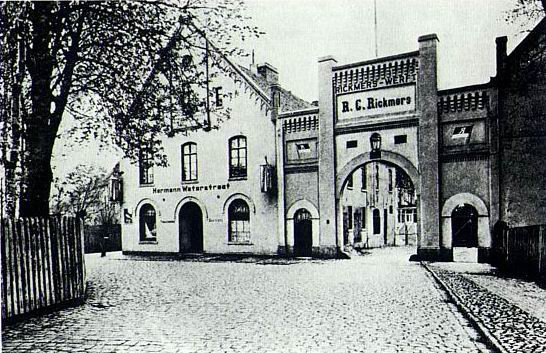
Eingang zur Rickmers-Werft (1900)

Geestemünder Häfen um 1901, Rickmers Werft auf der Geesthelle

Keimzelle der Rickmers Reederei war die 1834 von Rickmer Clasen Rickmers in Bremerhaven gegründete Rickmers Werft. Später wurde das Unternehmen um eine Reederei sowie verschiedene Reismühlen erweitert. Die von den beiden Brüdern Bertram R. C. Rickmers und Erck Rickmers, Nachkommen des Firmengründers in fünfter Generation, betriebenen rechtlich vollständig voneinander unabhängigen Reedereien wurden 2016 bzw. 2018 an die Reederei Zeaborn verkauft.

## Geschichte

### Rickmers Werft

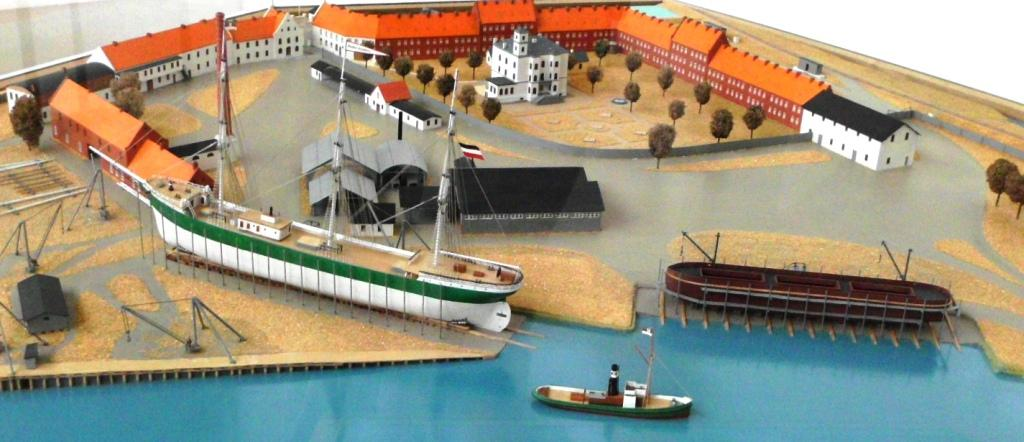
Blick auf die Längs- und Querhelgen im Modell der Rickmers-Werft um 1860 im Historischen Museum Bremerhaven

Bleistiftzeichnung des neuen Werftgeländes um 1859

Die Firma wurde 1834 von dem aus Helgoland stammenden Holzschiffbauer Rickmer Clasen Rickmers (6. Januar 1807 bis 27. November 1886) als Rickmers Werft begründet. Der erste Werftplatz entstand direkt am Ufer der Geeste in Geestemünde (heute Bremerhaven). 1836 lief das erste Rickmers-Schiff, der 23 Bruttoregistertonnen große Kahn Catharina, im Auftrag des Geestendorfer Kapitäns Lenthe vom Stapel. 1854 lief der erste deutsche Klipper, die Ida Ziegler, vom Stapel.
1857 zog der Schiffbau aus Expansionsgründen auf den neuen Werftplatz auf der Geesthelle, an der letzten Geesteschleife vor der Mündung in Bremerhaven um. Das neue Areal mit einer Größe von 65.000 m² wurde 1859 fertiggestellt. Die Familie wohnte in einer Villa in einem Park auf dem Werftgelände, die Arbeiter in eigenen werfteigenen Wohnungen, die Angestellten kamen von außerhalb. Die Werft entwickelte sich zu einem angesehenen Schiffbauunternehmen in Europa und zu einem der führenden in der Welt. Die Auftragslage stieg stetig an, so dass für eigene Rechnung gebaut werden konnte, und Rickmers Clasen Rickmers sich so eine eigene Flotte schuf. Bereits 1842 sah Rickmers im Reedereigeschäft eine chancenreiche Zukunft.
Bis zum Tod des Gründers 1886 wurden nur Holzschiffe gebaut, da R. C. Rickmers den Eisenschiffbau ablehnte. Den entstehenden Auftragsrückgang kompensierte er durch ausschließliche Fertigung für eigene Rechnung. 1890 wurde das mit 1860 Bruttoregistertonnen größte hölzerne Vollschiff in Deutschland, die Etha Rickmers (4), gebaut.
Nach dem Tod des Gründers R. C. Rickmers stellten seine Söhne Andreas Clasen Rickmers (1835–1924), Peter Andreas Rickmers (1838–1902) und Wilhelm Heinrich Rickmers (1844–1891) die Werft auf den modernen Eisenschiffbau um. Die Viermastbark Herzogin Sophie Charlotte war das erste Stahlschiff, sie wurde 1894 als Albert Rickmers für die Rickmers Reederei gebaut. 1899 vom Norddeutschen Lloyd gekauft, wurde sie das erste Segelschulschiff der deutschen Handelsflotte. 1902 folgte das schnellste Segelschulschiff seiner Zeit, die Herzogin Cecilie.
1889 wurde die Werft entsprechend ihren inzwischen drei Aktivitätsbereichen Schiffbau, Reederei und Reisverarbeitung in Rickmers Reismühlen, Rhederei und Schiffbau Aktiengesellschaft mit Niederlassungen in Bremen, Bremerhaven und Geestemünde umgewandelt (heute Rickmers Reismühle GmbH). Die Aktien der ursprünglichen Handelsgesellschaft R. C. Rickmers blieben komplett im Besitz der Familie.
Berühmt wurde aus Peter Rickmers Zeit das Schiff R. C. Rickmers aus dem Jahr 1906, ein fünfmastiger Segler mit einer Dampfmaschine als Hilfsantrieb („Auxiliarsegler“). Zu den bekanntesten Schiffen, die in dieser Zeit bei Rickmers entstanden, gehören die Peter Rickmers, die Maria Rickmers, die Rickmer Rickmers und die R. C. Rickmers. Diese Dampfsegler waren so leistungsfähig, dass sie später, nach dem Ersten Weltkrieg (offensichtlich wegen ihrer unmilitärischen Optik), gern für Waffenlieferungen zum Einsatz kamen, die gemäß des Versailler Vertrags verboten waren und deshalb als Lieferung von „Sportwaffen“ deklariert waren. Diesen Segelschiffen folgten zudem eine Reihe von Dampferneubauten für die Rickmers Rhederei sowie zwei Segelschulschiffe.
Nach Kriegsbeginn 1914 wurde die Werft zunächst stillgelegt; ab 1915 baute sie Minensucher für die Kaiserliche Marine.
1918 erfolgte die finanztechnische Trennung zwischen Werft und Reederei. Das Schiffbaugeschäft wurde unter der Leitung von Paul Rickmers (1873–1946) sowie der Bezeichnung Norddeutsche Werft GmbH zunächst weitergeführt. 1920 konnte das erste Schiff nach Kriegsende für eigene Rechnung vom Stapel laufen – die Sophie Rickmers. 1924 wurde der Betrieb im Rahmen der Schifffahrtskrise stillgelegt und erst 1937 wiedereröffnet. Das NS-Regime betrieb energisch die Aufrüstung der Wehrmacht und Vorbereitungen für einen großen Krieg. Dann baute sie zahlreiche Fischdampfer sowie Fahrzeuge für die Kriegsmarine. Während des Zweiten Weltkrieges baute die Werft ausschließlich Wasserfahrzeuge für die Kriegsmarine und hatte 1943 mehr als 1000 Mitarbeiter, davon über 200 Zwangsarbeiter.

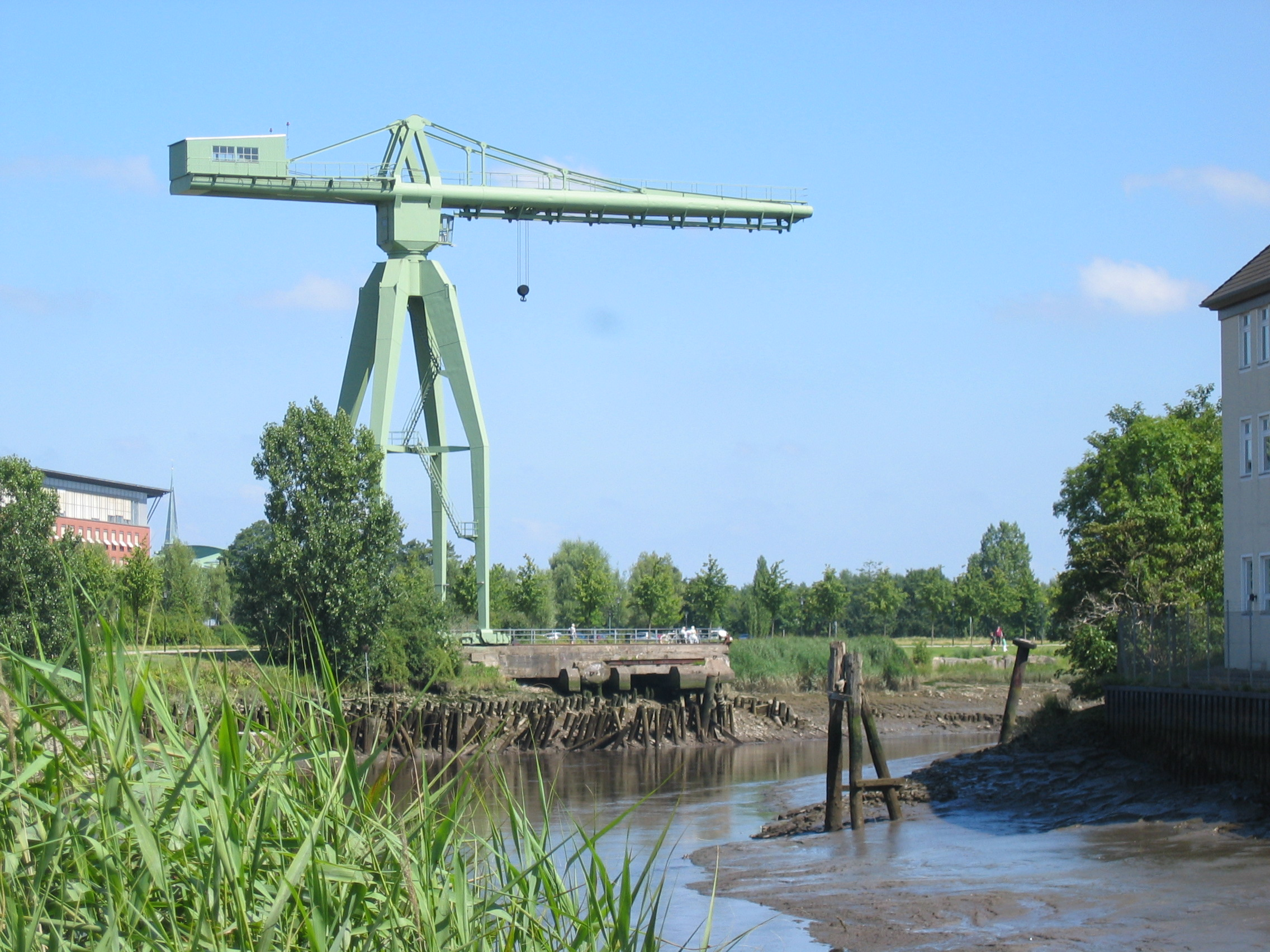
Kran der Rickmers Werft aus dem Jahr 1956

Ab 1945 war Bremerhaven von britischen und dann amerikanischen Truppen besetzt. Das Potsdamer Abkommen enthielt Baubeschränkungen für die deutschen Werften. Die Rickmers-Werft hielt sich zunächst mit Reparaturaufträgen für die United States Navy über Wasser. Hinzu traten eine Serie von Küstenmotorschiffen – etwa der Greundiek – sowie vor allem Fischereifahrzeuge wie Seitenfänger. 1952 konnte die Werft den ersten Auslandsauftrag verbuchen, die Alpina-Reederei AG (Basel, Schweiz) ließ den Stückgutfrachter Maloja bei Rickmers bauen. Die Fischereifahrzeuge entwickelte die Rickmers-Werft in den 1950er Jahren zu Hecktrawlern und später zu Fabrikschiffen weiter. Der erste deutsche Heckfänger überhaupt war die 1957 von Rickmers abgelieferte Heinrich Meins. Daneben baute sie vor allem konventionelle Frachtschiffe und Fährschiffe.

1956 ließ die Werft den seit 2023 denkmalgeschützten Vollportal-Turmdrehkran aufstellen.
1967 folgte die Auslagerung des Reparaturbetriebes in den Fischereihafen von Bremerhaven. Hier fanden neben Reparaturarbeiten auch Umbauten wie beispielsweise der Otto Hahn oder dem Forschungsschiff Sonne auch die Ausrüstung von Neubauten statt. 1972 stationierte Rickmers dort ein Schwimmdock.

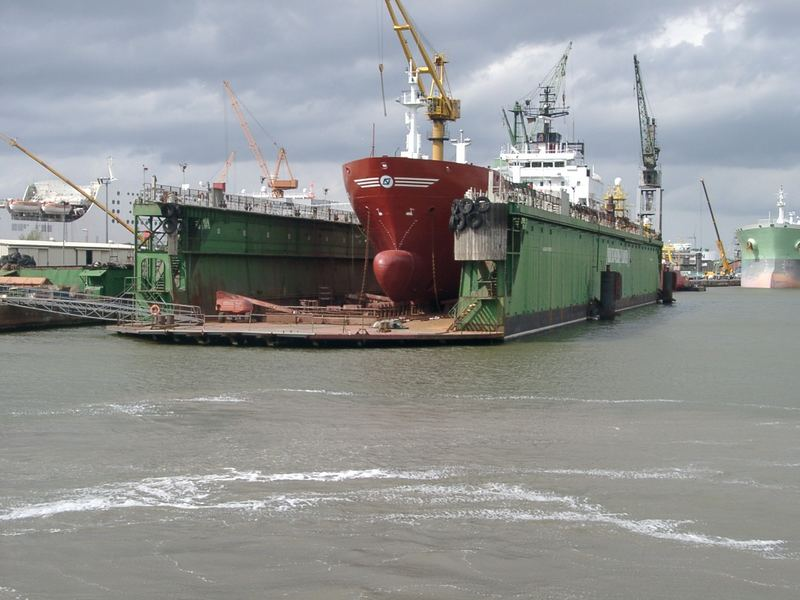
Schwimmdock von Rickmers-Lloyd im Kaiserhafen, Bremerhaven

Bis 1986 arbeitete die Rickmers-Werft in Bremerhaven, dann ging sie nach einem gescheiterten Vergleichsversuch in Insolvenz. Die Britta Thien, ein Mehrzweck-Containerfrachter, war der letzte Neubau, der vom Stapel lief. Der Helgen-Portalkran von 1956, das Eingangstor zur Werft, die „Achgelisbrücke“ samt einem Gleisrest, der bis 1921 auch als zunächst einzige Zufahrt zum Hafen in Bremerhaven genutzt wurde, und noch einige kleinere Objekte sind das einzige, was von der mehr als 150 Jahre lang arbeitenden Werft übrig geblieben ist. Hinter dem alten Eingangstor befindet sich heute der Bremerhavener Standort der Bundesagentur für Arbeit. Ein Teil des ehemaligen Werksgeländes ist heute Brachland; ein anderer Teil wurde zu Wohnzwecken umgenutzt („Kapitänsviertel“).
Heute existiert noch ein Nachfolgeunternehmen der Werft, German Dry Docks, welches u. a. aus den Rickmers-Lloyd-Dockbetrieben, einem Gemeinschaftsunternehmen von Rickmers und der Lloyd Werft hervorgegangen ist. Das zur Petram-Gruppe gehörende Unternehmen ist heute als Reparaturwerft aktiv.
Die Werft baute oder entwickelte unter anderem folgende Schiffe: RW-29-, RW-39- und RW-49-Klassenschiffe. Darüber hinaus machte sich die Rickmers Werft einen Namen als Spezialwerft für den Bau von Fischereifahrzeugen und Fährschiffen. Besonders bekannt sind die Eisenbahnfähre Railship I und das Fabrikfangschiff Sonne.

### Rickmers Reederei / Rickmers-Linie
1842 stieg R. C. Rickmers erstmals als Partenreeder in die Schifffahrt ein. 1848 folgte mit der Brigg Bassermann erstmals ein Schiff auf eigene Rechnung. Die Schiffe wurden zunächst in der freien Fahrt, später vor allem in der Reisfahrt eingesetzt.
Die Reedereiflagge trägt bis heute im Grundzug die Farben Helgolands Grün-Rot-Weiß und ein weißes „R“.
1896 nahm die Rickmers Reederei einen regelmäßigen Liniendienst nach Ostasien auf. Vorher wurden die Schiffe bei Rickmers nur in der freien Fahrt eingesetzt.
Zwischen den Jahren 1910 und 1913 stieß die Reederei alle Großsegler bis auf die unverkäufliche Fünfmastauxiliar-Bark R. C. Rickmers ab, um die Rickmers-Linie gemäß der Schiffbauentwicklung auf Dampfschiffe umzustellen.
Während des Ersten Weltkrieges kam es nach unüberbrückbaren Meinungsverschiedenheiten über die zukünftige Ausrichtung des Unternehmens zu einem Generationswechsel: Die dritte Generation in Person von Paul Henry Rickmers (1873–1946) übernahm die Aktienmehrheit der Rickmers Rhederei und Schiffbau AG von seinen Brüdern. Es folgten 1917 die Gründungen der Rickmers Rhederei AG sowie der Rickmers-Linie, die Verlegung des Firmensitzes nach Hamburg sowie der Verkauf nahezu der gesamten Flotte. Durch letzteres waren die Kriegsverluste von Rickmers im Vergleich zu anderen deutschen Reedereien äußerst gering.
1921 nahm die Rickmers-Linie den 1913 etablierten Ostasien-Liniendienst wieder auf. In den 1920er und 1930er Jahren wurde die Flotte immer mehr erweitert.
Paul Rickmers starb am 31. Oktober 1946 in Clarens bei Lausanne. Seine drei Söhne Peter Rickmers Clasen Rickmers (1914–1974), Bertram Rickmer Johann Rickmers (1917–1971) und Claus Wilhelm Rickmers (1920–1991) übernahmen gemeinsam die Geschäftsleitung.

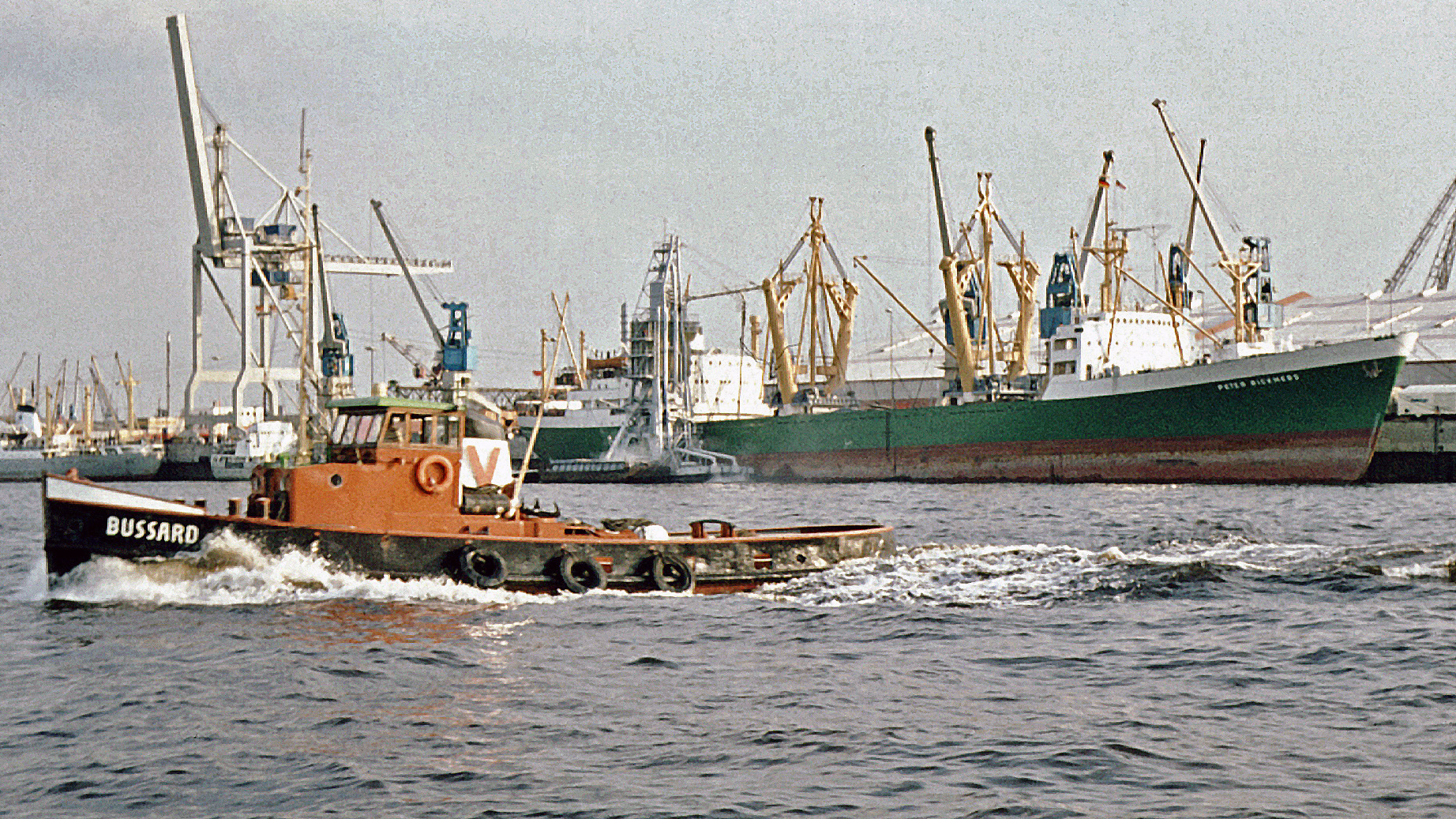
Peter Rickmers als Beispiel mehrerer Schwergutschiffe (1973)

Durch den Zweiten Weltkrieg folgte ein Totalverlust der Reedereiflotte. 1951 sollte mit dem Gebrauchtschiff Mai Rickmers der traditionelle Ostasienliniendienst wieder aufgenommen werden; dies gelang jedoch erst 1955.
In den 1960er Jahren ging die Reederei eine Kooperation mit den beiden Reedereien Delmas-Vieljeux und DDG „Hansa“ ein.
1966 benannte sich die Firma in Rickmers Rhederei GmbH, Rickmers Werft Bremerhaven um.
Die Kooperationen führten aber nicht zum gewünschten wirtschaftlichen Ergebnis. 1974 stieg die Hapag-Lloyd AG bei der Rickmers-Linie ein. 1988 kaufte Hapag-Lloyd die Rickmers-Linie komplett. In den folgenden Jahren spezialisierte sich die Rickmers-Linie auf Schwergut- und Projektladung. Anfang Februar 2017 übernahm die zur Zech-Gruppe gehörende Bremer Reederei Zeaborn die Rickmers-Linie.

### Rickmers Reismühlen
Durch den Amerikanischen Bürgerkrieg 1861–1865 unterblieben die Reisexporte nach Europa; deshalb kauften die Reisimporteure Reis nun anderswo, insbesondere in Asien. Zu dieser Zeit begann R. C. Rickmers, seine Schiffe für den Reisimport einzusetzen. 1872 erwarb er zur Weiterverarbeitung des Rohreises eine Reismühle in Bremen, die als Reismühle Ichon & Rickmers firmierte. Es folgten die Gründungen von Tochterunternehmen in Bangkok, Triest, Hamburg, Hannoversch-Münden und Außig. 1883 gründete R. C. Rickmers eine Reisstärkefabrik in Hannoversch Münden. Die Verbindung zum Umschlaghafen Bremen erfolgte durch zwei Schlepper und zwölf auf der Rickmers-Werft entwickelte Schleppkähne.
1901 wurde der Reishandel aus dem Rickmersschen Familienunternehmen ausgegliedert. Er wurde in die neu gegründete Reis- und Handels-Aktiengesellschaft überführt, einen unter Führung von Andreas Rickmers gegründeten Zusammenschluss zahlreicher norddeutscher Reismühlen. Die AG hatte ihren Sitz in Bremen. Mit dem Ausscheiden von Andreas Rickmers aus der Unternehmensführung der Reis- und Handels-AG wurden 1910 alle Verbindungen zum Stammunternehmen gelöst. Mit der Umbenennung in Rickmers Rhederei und Schiffbau A.-G. verschwand 1913 der Begriff 'Reishandel' auch aus dem Firmennamen. Die Rickmers Reismühlen GmbH  existierte unter der Leitung von Robert Rickmers als Unternehmen weiter – zunächst unter dem Dach der Reis- und Handels-AG, nach deren Auflösung als selbständiges Unternehmen.

1963 wurde die Gesellschaft von Kellogg’s übernommen; seit 1988 ist sie wieder ein selbstständiges Unternehmen.

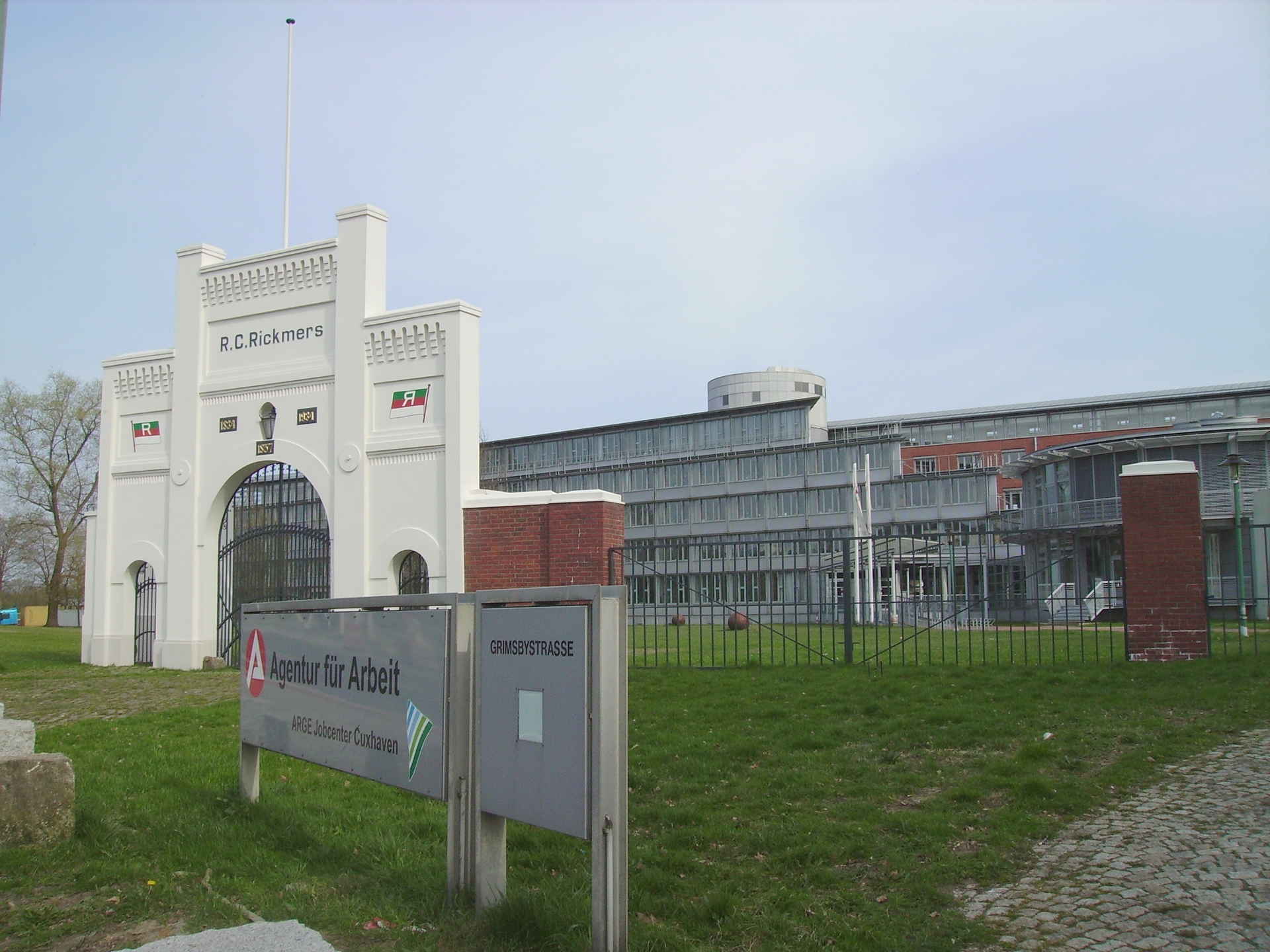
Eingangstor zur ehemaligen Rickmers-Werft in Bremerhaven

### Portal der Rickmers-Werft
Das erhaltene Portal der Rickmers-Werft am Paul-Haltenhof-Platz/Grimsbystraße in Bremerhaven-Lehe vor dem ehemaligen Werftplatz auf der Geesthelle wurde 1857 in der Epoche der Romantik im Stil der Neogotik gebaut.
Das Portal wurde 1982 unter bremischem Denkmalschutz gestellt.

## Getrennte Reedereigruppen von Rickmers' Nachkommen

### Rickmers-Gruppe / Rickmers Holding AG
In fünfter Generation gründete 1982 Bertram R. C. Rickmers mit MCC Marine Consulting & Contracting die Keimzelle der heutigen Rickmers-Gruppe. Im Jahr 2000 erwarb er die Rickmers-Linie von Hapag-Lloyd und machte sie zu einem Teil der Rickmers-Gruppe.
2003 etablierte die Rickmers-Linie mit dem „Round-the-World Pearl String Service“ erstmals einen weltumspannenden Liniendienst für Projektladungen.
Im Jahr 2006 eröffnete die Rickmers-Gruppe in Singapur ein Headoffice; es ist neben Hamburg die zweite Hauptniederlassung. 2007 wurde Rickmers Maritime gegründet; das Unternehmen ist seit Mai 2007 am 'SGX Mainboard' der Börse Singapur gelistet.
Die Rickmers Holding AG ist die Dachgesellschaft der „Rickmers-Gruppe“; die etwa 120 gecharterte Schiffe bereedert. Die Geschäftsführung besteht aus Bertram R.C. Rickmers (Vorsitzender des Aufsichtsrats), Ignace Van Meenen (Vorstandsvorsitzender) und Mark-Ken Erdmann (Finanzvorstand).
Im Jahr 2015 vollzog die Rickmers Holding GmbH & Cie. KG, Muttergesellschaft der Rickmers-Gruppe, einen Formwechsel; seitdem firmiert sie als Rickmers Holding AG. Im August 2016 wurden die mit der von Erck Rickmers geleiteten E.R. Schiffahrt geführten Fusionsverhandlungen abgebrochen. Am 9. Februar 2017 trennt sich die Rickmers Holding von der Rickmers-Linie und Marine Consulting & Contracting (MCC). Beide Gesellschaften gehen an Zeaborn Chartering in Bremen.
Am 31. Mai 2017 teilte die Rickmers Holding in einer Ad-hoc-Meldung mit, dass die HSH Nordbank die Kreditanträge der Reederei zurückgewiesen und die Zustimmung zu einem Sanierungskonzept verweigert habe. Am 1. Juni 2017 beantragte die Rickmers Holding Insolvenz. Im September 2017 übernahm die mehrheitlich Bremer Unternehmer Kurt Zech gehörende Reederei Zeaborn das globale Schiffsmanagement, das Kerngeschäft der weitverzweigten Rickmers-Gruppe. Zech hatte im Februar 2017 schon die Schwergutgesellschaft Rickmers Linie übernommen.

### Nordcapital-Gruppe / E.R. Schiffahrt
1992 gründeten Bertram R. C. Rickmers und sein Bruder Erck Rickmers das Emissionshaus Nordcapital. 1996 trennte man sich wegen unterschiedlicher Auffassungen über die strategische Ausrichtung. Seitdem betreibt Erck Rickmers unabhängig von seinem Bruder die Unternehmensgruppe Nordcapital, die unter anderem in den Bereichen Schifffahrt, Immobilien und Private Equity tätig ist. 1998 nahm die E.R. Schiffahrt GmbH & Cie. KG – 2016 eine der größten Charter-Reedereien der Welt für Containerschiffe – als Schwesterunternehmen der Nordcapital ihren Geschäftsbetrieb auf. Die Reederei und Schiffsmanagement-Gesellschaft war zunächst auf die Containerfahrt konzentriert, 2006 diversifizierte sie in die Bereiche Offshore- und Bulkschifffahrt. Ab Januar 2008 war die E.R. Schiffahrt ein von der Nordcapital-Gruppe unabhängig agierendes Unternehmen.
Im Dezember 2011 gab E.R. Schiffahrt bekannt, sich mit dem Konkurrenten Komrowski zu einer neuen Reederei namens Blue Star Holding zusammenzuschließen. Dadurch entstand 2012 die größte deutsche Reedereigruppe (mehr als 160 Schiffe). Die Kapitalmehrheit an der Blue Star Holding lag bei E.R. Capital Holding, der Holdinggesellschaft der E.R.-Schiffahrt-Gruppe. Im Februar 2018 wurde E.R. Schiffahrt von Zeaborn übernommen.

## Die Rickmers-Segelschiffflotte
- Bassermann (1848), hölzerne Brigg, nach anderen Angaben Bark, 1848–1852
- Oldenburg (1851) → Genova (1865), hölzerne Bark, 1851–1885
- Creole (1857), hölzerne Bark, 1857–186...
- Willy (1859), hölzernes Vollschiff, 1859–1868
- Etha Rickmers (I) (1859), hölzerne Bark, 1859–1864
- Energie (1860), hölzerne Bark, 1860–1867
- Helgoland (1860), hölzernes Vollschiff, 1860–1863
- Dodo (1861), hölzerne Bark, 1861–1868
- Großvater, hölzerne Bark, 1862–1867
- Rudolph (1862) → Ida (1868), hölzernes Vollschiff, 1862–1865
- Sophie und Helene, hölzerne Bark, 1863–1869
- Andreas (1864), hölzernes Vollschiff, 1864
- Ernst und Maria (1864), hölzerne Bark, 1864–1872
- Doktor Petermann (1866), hölzerne Bark, 1866–1873
- Etha Rickmers (II) (1866), hölzernes Vollschiff, 1866–1870
- Robert Rickmers (1866), hölzerne Bark, 1866–1871
- Peter Rickmers (I) (1867) → Widja, hölzerne Bark, 1867–1884
- Ellen Rickmers (I) (1868), hölzerne Bark, 1868–1875
- Laurita (1868), hölzerne Schonerbark, 1868–1873
- Maria Rickmers (I) (1868), → Gratia, hölzerne Bark, 1868–1889
- R. C. Rickmers (I) (1868), hölzernes Vollschiff, 1868–1882
- Willy Rickmers (I) (1868) → Godthaab, hölzerne Bark, 1868–1889
- Sophie Rickmers (1870), hölzerne Bark, 1870–1871
- Etha Rickmers (III) (1870) → Rubia, hölzernes Vollschiff, 1871–1889
- Deike Rickmers (I) (1872) → C. R. Bischop, hölzerne Bark, 1872–1873
- Andreas Rickmers (1873), hölzernes Vollschiff, 1873–1879
- Deike Rickmers (II) (1874), hölzernes Vollschiff, 1874–1884
- Alice Rickmers (1875) → Hansa, hölzerne Bark, 1875–1896
- Paul Rickmers (I) (1876), hölzerne Bark, 1876–1895
- Elisabeth Rickmers (1876), hölzerne Bark, 1877–1894
- Madeleine Rickmers (1879), hölzerne Bark, 1879–1898
- Richard Rickmers (1881) → Dora, hölzerne Bark, 1881–1899
- Erwin Rickmers (1882) → Brema, hölzerne Bark, 1882–1898
- Ellen Rickmers (II) (1884), hölzerne Bark, 1884–1891
- Andrée Rickmers (1886), hölzerne Bark, 1886–1896
- Renée Rickmers (1887) → Åland, eiserne Viermastbark, 1887–1913
- R. C. Rickmers (1888) → Teresa, hölzernes Vollschiff, 1888–1901
- Robert Rickmers (II) (1888), eiserne Viermastbark, 1888–1904
- Peter Rickmers (II) (1889), Stahl-Viermastvollschiff, 1889–1908
- Etha Rickmers (IV) (1890) → St. Amalia, hölzernes Vollschiff, 1890–1904
- Maria Rickmers (II) (1891), Stahl-Fünfmastauxiliarbark, 1891–1892
- Albert Rickmers (I) (1894) → Herzogin Sophie Charlotte, Stahl-Viermastbark, 1894–1900
- Willy Rickmers (II) (1895) → Paul (1913), Stahl-Viermastbark, 1895–1912
- Rickmer Rickmers (1896) → Max (1912)→ Flores (1916) → Sagres (I) (1924) → Santo André (1961) → Rickmer Rickmers (1983), Stahlvollschiff (1904 Bark), 1896–1912
- Erik Rickmers (1897), Stahlvollschiff, 1897–1899
- Paul Rickmers (II) (1892), ex Windermere, Stahl-Viermastbark, 1897–1902
- Mabel Rickmers (1898) → Winterhude (1912), Stahlvollschiff (1909 Bark), 1898–1912
- Albert Rickmers (II) (1905) → Penang (1911), Stahl-Bark, 1905–1911
- R. C. Rickmers (III) (1906) → Neath, Stahl-Fünfmastauxiliarbark, 1906–1914
- R. C. Rickmers (IV) (1921, Bau-Nr. 172)[22]
- R. C. Rickmers (V) (1957, Bau-Nr. 283)